# Liste der Kulturgüter in Jonschwil
Die Liste der Kulturgüter in Jonschwil enthält alle Objekte in der Gemeinde Jonschwil im Kanton St. Gallen, die gemäss der Haager Konvention zum Schutz von Kulturgut bei bewaffneten Konflikten, dem Bundesgesetz vom 20. Juni 2014 über den Schutz der Kulturgüter bei bewaffneten Konflikten sowie der Verordnung vom 29. Oktober 2014 über den Schutz der Kulturgüter bei bewaffneten Konflikten unter Schutz stehen.
Objekte der Kategorie A sind im Gemeindegebiet nicht ausgewiesen, Objekte der Kategorie B sind vollständig in der Liste enthalten, Objekte der Kategorie C fehlen zurzeit (Stand: 1. Januar 2023).

## Kulturgüter
| Foto | | Objekt                                                                   | Kat. | Typ | Standort                                             | Beschreibung |
| ---- | --- | ------------------------------------------------------------------------ | ---- | --- | ---------------------------------------------------- | ------------ |
| BW   | Datei hochladen · Wikidata zu Jonschwil, mittelalterlich-neuzeitliche Kirche St. Martin (Q135436857) | Jonschwil, mittelalterlich-neuzeitliche Kirche St. Martin KGS-Nr.: 00809 | B    | F   | Kirchstrasse 724470 / 253890                         |              |
| BW   | Datei hochladen · Wikidata zu Wildberg, mittelalterliche Burgstelle (Q135437069)                     | Wildberg, mittelalterliche Burgstelle KGS-Nr.: 01034                     | B    | F   | Widengrueb 725981 / 252255                           |              |
| BW   | Datei hochladen · Wikidata zu Feldegg, mittelalterlich-neuzeitliche Burgstelle (Q135436939)          | Feldegg, mittelalterlich-neuzeitliche Burgstelle KGS-Nr.: 01039          | B    | F   | Feldegg 724720 / 253800                              |              |
| BW   | Datei hochladen · Wikidata zu Jonschwil, mittelalterliche Burgstelle (Q135436949)                    | Jonschwil, mittelalterliche Burgstelle KGS-Nr.: 01282                    | B    | F   | Burg 724140 / 253260                                 |              |
| BW   | Datei hochladen · Wikidata zu Alt Schwarzenbach, mittelalterliche Burgstelle (Q135437000)            | Alt Schwarzenbach, mittelalterliche Burgstelle KGS-Nr.: 01293            | B    | F   | Müli 722910 / 255660                                 |              |
| ja   | Datei hochladen · Wikidata zu Kapelle St. Konrad Schwarzenbach (Q29786490)                           | Kapelle St. Konrad Schwarzenbach KGS-Nr.: 08167                          | B    | G   | Schwarzenbach, Jonschwilerstrasse 11 723520 / 255770 |              |
| ja   | Datei hochladen · Wikidata zu Schloss Schwarzenbach (Q1265744)                                       | Schloss Schwarzenbach KGS-Nr.: 08168                                     | B    | G   | Schwarzenbach, Wilerstrasse 26–26b 722980 / 255920   |              |
| BW   | Datei hochladen · Wikidata zu Schloss Feldegg (Q67772590)                                            | Schloss Feldegg KGS-Nr.: 16682                                           | B    | G   | Schlossgasse 9 724711 / 253793                       |              |